# Shō Hayami
Shō Hayami (速水 奨 Hayami Shō?,  Hyogo, Japón, 2 de agosto de 1958) es un actor de voz y cantante japonés. Su verdadero nombre es Yasushi Ōhama (大濱 靖 Oohama Yasushi?). Es conocido principalmente por su voz suave y profunda, durante su carrera, ha interpretado una amplia gama de personajes, desde héroes de buen corazón como El padre Ewan Remington en Chrono Crusade, Maximilian Jenius en The Super Dimension Fortress Macross y Nicholas D. Wolfwood en Trigun hasta retorcidos sociópatas como Sōsuke Aizen en Bleach, Masami Eiri en Serial Experiments Lain, Muraki Kazutaka en Yami no Matsuei y Enrico Maxwell en Hellsing. Está casado con la también actriz de voz Rei Igarashi.

## Filmografía
Lista de los roles interpretados durante su carrera.
Los papeles principales están en negrita.

### Anime
1982
- Kikou Kantai Dairugger XV como Tatsuo Izumo.
- The Super Dimension Fortress Macross como Maximilian Jenius.

1983
- Armored Trooper Votoms como Pol Potaria.
- Aura Battler Dunbine como Barn Bonnings.
- Genesis Climber MOSPEADA como Rainy Boy (ep.21)
- Super Dimensional Century Orguss como Kei Katsuragi.
- Tokusou Kihei Dorvack como Idel.

1984
- God Mazinger como Erudo.
- Heavy Metal L-Gaim como Gavlet Gablae; Preita Koize.
- Jinete Sable y los Comisarios Estrella como Niño (ep.13)
- Panzer World Galient como Hei Schaldat.
- Transformers: Generación 1 como Sparkle/Spike Witwicky; Ironhide; Spike Witwicky (teenage); Ultra Magnus; Blast Off; Bonecrusher; Cutthroat; Tracks

1985
- Highschool! Kimengumi como Ninjiya Ryūno.

1986
- Ginga: Nagareboshi Gin como Kisaragi.
- Machine Robo: Revenge of Chronos como Devil Satan#4 (Gurogiron); Dia Man (eps.34, 36, 38); Falcon Robo (ep.39); Guardi Stol (ep.44); Narration; Patrol Car Robo (ep.25); Shuttle Robo (ep.37); Tough Trailer (ep.35)
- Saint Seiya como Sea Horse Bian.

1987
- City Hunter como Sabu (ep.43)
- Machine Robo: The Running Battlehackers como Dia Man; Narrador.
- Zillion como Baron Ricks.

1988
- City Hunter 2 como Sabu (eps.14, 29)
- Moeru! Oniisan como Shiranui.
- Transformers: Super God Masterforce como Sixknight.
- Yoroiden Samurai Troopers como Touryuuki.

1989
- Aoi Blink como Príncipe Horo.
- Bio Armor Ryger como Doru Gaisuto.
- Dragon Ball Z como Zarbon.
- Ranma ½ como Uchinosuke (ep.108)
- Tenku Senki Shurato como Skrimiiru.

1990
- Brave Exkaiser como Exkaiser.
- Karakuri Kengo Den Musashi Lord como Jube.
- Samurai Pizza Cats como Prince (ep.39)
- The Three-eyed One como Kido.

1991
- City Hunter'91 como Sabu (ep.10)
- Future GPX Cyber Formula como Knight Schumacher / Osamu Sugo; Narrator
- Kinnikuman: Kinnikusei Oui Soudatsu-hen como Terryman; The Ninja; The Hawkman
- Yokoyama Mitsuteru Sangokushi como Zhuge Liang.

1992
- Flower Witch Mary Bell como Papaberu Fon De Kasse.
- Legendary Brave Da Garn como Da Garn.
- Nangoku Shounen Papuwa-kun como Magic Chief.

1993
- The Irresponsible Captain Tylor como Makoto Yamamoto.

1994
- Macross 7 como Maximilian Jenius.

1995
- Macross Plus como Marge

1996
- B't X como Rai.
- Case Closed como Hamura (eps.88, 89); Konno (ep.69); Rausu Tatsuhiko (ep.452)
- Pretty Soldier Sailor Moon Sailor Stars como Takuya Moroboshi (ep.192)

1997
- Cutey Honey Flash como Tasogare no Prince.
- Seisho Monogatari como Mensajero de Dios
- Vampire Princess Miyu como Kashihara Takashi (ep.8); Shinma Noise-Strike (ep.8)

1998
- Gasaraki como Kiyotsugu Gowa.
- Legend of Basara como Nagi.
- Record of Lodoss War: Chronicles of the Heroic Knight como Ashram.
- Bomberman B-Daman Bakugaiden como Elite Bon, Best Bon.
- Serial Experiments Lain como Masami Eiri.
- Trigun como Nicholas D. Wolfwood.

1999
- Pet Shop of Horrors como Iason Grey
- Seraphim Call como Nakazawa Shoutarou (eps.5, 6)
- Shūkan Storyland como Tachibana (ep. 7)
- Karakurizōshi Ayatsuri Sakon como Naoto Kujo.

2000
- Gear Fighter Dendoh como Zero, Emperor Galfa; Genichi Izumo.
- Gakkō no Kaidan como Da Vinci (ep.13)
- Muteki Ou Tri-Zenon como Caine.
- Yami no Matsuei como Kazutaka Muraki.

2001
- Project ARMS como Keith Red.

2002
- Gravion como Klein Sandman.
- Mirage of Blaze como Nobutsuna Naoe.
- Samurai Deeper Kyo como Nobunaga Oda.

2003
- Chrono Crusade como Ewan Remington.
- Fullmetal Alchemist como Frank Archer.
- Pokemon Advance como Ardan.
- Shutsugeki! Machine Robo Rescue como Machine Commander Robo.

2004
- B-Legend! Battle Bedaman como Daemgoro's voice (ep.52)
- Bleach como Sosuke Aizen.
- Diamond Daydreams como Elie.
- Gravion Zwei' como Klein Sandman/Jeke Erickmaier.
- Samurai Champloo como Shoryuu (ep.10)
- Yakitate!! Japan como Meister Kirisaki.

2005
- Basilisk como Yakushiji Tenzen.
- Black Cat como Charden Flamberg.
- Jigoku Shoujo como Goro Ishizu (ep.8)
- Peach Girl como Ryo Okayasu
- Shinshaku Sengoku Eiyuu Densetsu Sanada Jyuu Yuushi The Animation como Juzo Kakei.
- Solty Rei como John Kimberley (ep.8)
- The Law of Ueki como Marco Madeeny.
- Transformers Cybertron como Vector Prime; Narrador

2006
- Black Jack 21 como Doctor Kiriko (ep.11)
- Buso Renkin como Shosei Sakaguchi.
- Gintama como Umibouzu/Padre de Kagura
- Inukami! como Karina Shirou.
- Koi suru Tenshi Angelique ~ Kokoro no Mezameru Toki ~ como Julious.
- NANA como Mitsuru Narita (ep.46)
- Shijō Saikyō no Deshi Kenichi como Boss (ep.27)
- Yoshimune como Kengo.

2007
- Baccano! como Presidente de DD News.
- Getsumen To Heiki Mina como Rally Alien (ep.9)
- Ghost Hound como Masato Kaibara/Snark.
- Jyūshin Enbu - Hero Tales como Shōkaku.
- Koi suru Tenshi Angelique ~ Kagayaki no Ashita ~ como Julious.
- Prism Ark como Darkness Knight.
- Saint Beast: Kouin Jojishi Tenshi Tan como Lucifer.
- Suteki Tantei Labyrinth como Seiju.
- Touka Gettan como Kiyoharu Kamiazuma; Kiyotsugu Kamiazuma.

2008
- Allison & Lillia como Owen Nicht (eps.7-8)
- Tales of the Abyss como Lorelei.

2009
- 07-Ghost como Ayanami.
- Sengoku Basara como Mitsuhide Akechi.
- Shinkyoku Sōkai Polyphonica crimson S como Presidente.
- White Album como Eiji Ogata.

2010
- Digimon Xros Wars como Wisemon.
- Fairy Tail como Ichiya Vandalay Kotobuki.

2011
- Fate/Zero como Tohsaka Tokiomi"
- Dantalian no Shoka como Ilas (Faceless Phantom).
- Gosick como Leviatán.
- Shakugan no shana III FINAL  como  Sairei no hebi.

2012
- K Project como Ichigen Miwa.
- Saint Seiya Ω como Tokisada.

2013
- High School DxD New como Zeocitus Gremory.
- Samurai Flamenco como King Torture
- Brothers Conflict como Ryuusei

2014
- Aldnoah.Zero como Cruhteo.
- Gochūmon wa Usagi Desu ka? como Takahiro Kafu.
- Tokyo Ghoul como Kōsuke Hōji.

2015
- Assassination Classroom como Asano Gakuhō.
- JoJo's Bizarre Adventure: Stardust Crusaders como Vanilla Ice.
- Gochūmon wa Usagi Desu ka? Season 2 como Takahiro Kafu.
- High School DxD Born como Zeocitus Gremory.

2016
- Drifters como Akechi Koretō Mitsuhide (ep 12).
- Assassination Classroom Second Season como Asano Gakuhō.
- Taboo Tattoo como el Profesor Wiseman
- Maho Girls PreCure! como Shakinsu

2017
- Keppeki Danshi! Aoyama-kun como Papa Zaizen (ep 9).
- Shōkoku no Altair como el Rey Zsigmond III.
- Shokugeki no Sōma: San no sara como Azami Nakiri.
- Digimon Universe: Appli Monsters como Leviathan.

2018
- Goblin Slayer como Bard, Minstrel.
- Gundam Build Divers como Rommel.
- Pop Team Epic como Popuko (ep. 12; parte B)
- Radiant como el Narrador.

2019
- Actors: Songs Conniection como Tsukasa Odawara

2020
- Gochūmon wa Usagi Desu ka? BLOOM! como Takahiro Kafu.
- Fire Force 2nd Season como Yata.

2021
- Hataraku Saibou 2 como Célula M.
- IDOLY PRIDE como Kyoichi Asakura
- Shūmatsu no Valkyrie como Odín
- Digimon Adventure (2020) como Wisemon.
- Gokushufudō como Dueño del Jing Tei.

2022
- Bastard!! como Nils John Mifune.
- Bleach: Sennen Kessen-hen como Sōsuke Aizen.
- Kage no Jitsuryokusha ni Naritakute! como Lord Perv Asshat.

2023
- Digimon Ghost Game como Tonosamagekomon.
- Jujutsu Kaisen Season 2 como Larue.
- Kaminaki Sekai no Kamisama Katsudō como Soichiro Urabe.
- Saikyō Onmyōji no Isekai Tenseiki como Blaze Lamprogue.
- Shangri-La Frontier como Wezaemon the Tombguard.
- Trigun Stampede como DJ de radio religiosa.

2024
- Grendizer U como Gennosuke Yumi.
- Kimetsu no Yaiba: Hashira Gaiko-Hen como Cuervo Kasugai.
- Yu-Gi-Oh! Go Rush!! como Sabius.
- Chi: Chikyū no Undō ni Tsuite como Hubert.

### OVA
- A-Ko the Versus como Gail.
- Ai no Kusabi como Raoul.
- All Purpose Cultural Cat Girl Nuku Nuku DASH! como Dr. Higuchi, Conductor A (ep.6), Hombre de negro C y E (ep.7), jefe de sección (ep.5)
- Angelique como Julius.
- Burning Blood como Jin Moriyama.
- Be-Bop-Highschool como Oosugi.
- Be-Boy Kidnapp'n Idol como Productor.
- Bronze: Zetsuai Since 1989 como Kouji Nanjou.
- Carol: A Day In A Girl's Life como Queprri.
- CB Chara Nagai Go World como Akira Fudou/Devilman.
- Cleopatra DC como Eric.
- Condition Green como Yan Nobelam.
- Cosmos Pink Shock como Gatsupi.
- Devil Hunter Yohko como Hideki Kondo.
- Devilman como Akira Fudou / Devilman.
- Dream Hunter REM como Enkou.
- Earthian como Seraphim (ep.2); Taki
- End of Summer como Aihara Kenji.
- Exper Zenon como Caine.
- Fullmetal Alchemist: Seven Homunculi VS State Alchemists como Frank Archer.
- Fuma no Kojirou: Seiken Sensou-hen como Musashi Asuka.
- Fuma no Kojirou: Yasha-hen como Musashi Asuka.
- Gestalt como G.
- Hades Project Zeorymer como Ritsu.
- Hakkenden: Legend of the Dog Warriors como Fusahachi.
- Hellsing Ultimate como Enrico Maxwell.
- Honoo no Tenkousei como Jonichi Koichi.
- Joker - Marginal City como Joker (Masculino).
- Kaze to Ki no Uta SANCTUS -Sei naru kana- como Jack Dren.
- Key the Metal Idol como Jinsaku Ajo.
- Legend of the Galactic Heroes como Adalbert von Fahrenheit.
- Leina: Wolf Sword Legend como Guardi Stol; Taido Tyrant.
- Locke the Superman: Mirroring como Neon.
- Macross Plus como Marge Gueldoa.
- Megazone 23 Part II como Yuichiro Shiratori.
- Mobile Suit Gundam Seed MSV Astray como Liam Garfield.
- Mobile Suit Gundam: The 08th MS Team como Gineas Sakhalin.
- My My Mai como Black Count/Dr. Ben K. Shinobi.
- New Dream Hunter Rem: Massacre in the Phantasmic Labyrinth como Enkou.
- New Dream Hunter Rem: The Knights Around Her Bed como Enkou.
- Oshare Kozou wa Hanamaru como Hotaka Kunishige.
- Phantom - The Animation como Raymond McGwire.
- Please Save My Earth como Shion.
- Princess Army como Hajime Ichijou.
- Record of Lodoss War como Orson.
- RG Veda como Yasha-Oh.
- Riki-Oh como Yomi.
- Saint Beast ~Ikusen no Hiru to Yoru Hen~ como Lucifer.
- Shin Cutey Honey como Mayor Light.
- Shinesman como Ryoichi Hayami/Shinesman Moss Green.
- Slayers Excellent como Steindorf.
- Spirit Warrior como Siegfried von Mittgard.
- Tenku Senki Shurato como Scrimil.
- Transformers: Scramble City como Blast Off; Bonecrusher; Ironhide; Spike Witwicky; Tracks
- Uchu no Senshi como Bud.
- Ushio to Tora como Raishin.
- Voltage Fighter Gowcaizer como Shizuru Ozaki.
- Ys como Sraf.
- Zetsuai 1989 como Koji Nanjo.
- Zillion: Burning Night como Ricks.

### Películas
- Detective Conan: The Phantom of Baker Street como Jack The Ripper.
- Doraemon: Nobita's Genesis Diary como Deki.
- Dragon Ball Z:Tobikkiri no saikyō tai saikyō como Sauzer.
- Fatal Fury: The Motion Picture como Hauer.
- Futari wa Pretty Cure Splash Star Tick Tack Kiki Ippatsu! como Sirloin.
- Kimagure Orange Road: The Movie como Stage Director.
- Legend of the Galactic Heroes: Overture to a New War como Adalbert von Fahrenheit.
- Macross Plus Movie Edition como Marge Gueldoa.
- Mobile Suit Gundam: The 08th MS Team, Miller's Report como Gineas Sakhalin.
- Shin Chan: Operación rescate como Bureedo.
- The Five Star Stories como Peosche Nomien.
- The Super Dimension Fortress Macross: Do You Remember Love? como Maximilian Jenius.
- Transformers: la película como Ultra Magnus; Ironhide; Quintessons.
- Jujutsu Kaisen 0: la película como Larue

### Videojuegos
- Bleach: Heat the Soul como Sosuke Aizen.
- Brave Story: New Traveler como Leynart.
- Langrisser V: The End Of Legend como Rainfolz.
- Macross: Do You Remember Love? como Max Jenius.
- Macross M3 como Max Jenius.
- The Legend of Dragoon como Lloyd.
- Odin Sphere como Melvin.
- Persona 2: Batsu como Ginji Sasaki.
- Space Channel 5 como Jaguar.
- Sengoku Basara como Akechi Mitsuhide.
- Sengoku Basara II como Akechi Mitsuhide.
- Super Robot Taisen Alpha 3 como Max Jenius.
- Tales of Destiny como Woodrow Kelvin.
- Tales of Destiny 2 como Woodrow Kelvin.
- Tales of Symphonia como Woodrow Kelvin SC.
- Tengai Makyo: Fuun Kabuki den!! como Zeami.
- Tokimeki Memorial Girl's Side como Goro Hanatsubaki.
- League Of Legends como Jhin
- Illusion Connect como Sakai.
- JoJo's Bizarre Adventure: All Star Battle como Enrico Pucci.
- JoJo's Bizarre Adventure: Heritage for the Future como Vanilla Ice.
- Yu Yu Hakusho: Dark Tournament como Suzuki.

### CD Drama
- Hypnosis Mic: Division Rap Battle series como Jakurai Jinguji.
- JoJo no Kimyō na Bōken como Noriaki Kakyoin
- Emerald Dragon como Saoshyant.
- Kanata Kara como Rachef.
- Kyuuketsuhime Miyu Seiyou Shinma-hen como Night Gia.
- Mahoraba como Jonny/Yukio Haibara.
- Phantasy Star Memorial Drama como Forren (Wren).
- Yami no Matsuei como Kazutaka Muraki.
- Yoroiden Samurai Troopers como Kouri Ma Sho Toriyuki.

### Doblaje
- Chuggington como Jackman
- Escape Plan como Shen Lo
- Outlander como Frank/Jonathan Randall
- Minions: The Rise of Gru como Svengeance
- Hawkeye como Jack Duquesne

## Discografía
Lista de los singles, albums y DVDs lanzados durante su carrera musical

### Álbumes
- Yuuga Na Jouken (優雅な条件?) (1992)
- Liaison (1994)
- Ordovices (1997)
- Garnitures (2000)
- Ren-Sa ~ Chaine (2001)
- Love Balance (2002)
- Idee ~ Ima, Boku Ga Omou Koto (2003)
- Subete Wa Boku Kara Hajimatta (2005)
- Love Story (2007)

### Singles
- Eien No Okusoku (1997)
- Shadow Maker (1997)
- Cactus (1997)

### Talking Albums
- Kotoba No Kuukan I (2000)
- Kotoba No Kuukan II (2001)
- Kotoba No Kuukan III (2002)
- Kotoba No Kuukan IV (2007)

### Pure Voice Albums
- Voice ~ Dakara Anata Ni (2008)